# Machy (Aube)
Machy ist eine französische Gemeinde mit 108 Einwohnern (Stand: 1. Januar 2022) im Département Aube in der Region Grand Est (vor 2016 Champagne-Ardenne). Sie gehört zum Arrondissement Troyes und zum Kanton Les Riceys.

## Geographie
Machy liegt etwa 18 Kilometer südsüdwestlich von Troyes am Flüsschen Mogne. Umgeben wird Machy von den Nachbargemeinden Lirey im Norden, Longeville-sur-Mogne im Osten, Jeugny im Süden, Crésantignes im Westen sowie Javernant im Nordwesten.

## Bevölkerungsentwicklung
| Jahr                       | 1962 | 1968 | 1975 | 1982 | 1990 | 1999 | 2006 | 2011 | 2019 |
| Einwohner                  | 93   | 93   | 76   | 101  | 127  | 112  | 103  | 121  | 116  |
| Quellen: Cassini und INSEE |      |      |      |      |      |      |      |      |      |

## Sehenswürdigkeiten
- Kirche La Nativité-de-la-Notre-Dame